# Dicranopteris taiwanensis
Dicranopteris taiwanensis là một loài dương xỉ trong họ Gleicheniaceae. Loài này được Ching & P.S. Chiu mô tả khoa học đầu tiên năm 1959.